# 대한항공의 운항 노선
2024년 10월 기준, 대한항공은 다음의 취항지를 운항 중이다.
2020년부터 확산된 코로나19의 대규모 유행으로 국내선과 국제선을 제한적으로 운항 중이다.
참고 : 화물이라고 적혀있는 취항지는 화물기만 취항하는 곳이고, *는 화물기와 여객기 모두 취항한다.

## 운항 노선

### 아시아

#### 동아시아
- 대한민국
  - 서울
    - 인천국제공항 (국제선 허브) *
    - 김포국제공항 (국내선 허브)

  - 대구 - 대구국제공항
  - 무안 - 무안국제공항 전세편[3]
  - 부산 - 김해국제공항
  - 제주 - 제주국제공항
  - 청주 - 청주국제공항 *
  - 광주 - 광주공항
  - 군산 - 군산공항 - (코로나19 사태로 일시 무기한 운항중단)[2]
  - 사천 - 사천공항
  - 여수 - 여수공항
  - 울산 - 울산공항
  - 원주 - 원주공항 - (코로나19 사태로 일시 무기한 운항중단)[2]
  - 포항 - 포항경주공항 - (코로나19 사태로 일시 무기한 운항중단)[2]
- 일본
  - 도쿄
    - 하네다 국제공항
    - 나리타 국제공항 *

  - 나고야 - 주부 센토레아 국제공항
  - 오사카 - 간사이 국제공항 *
  - 가고시마 - 가고시마 공항
  - 고마쓰 - 고마쓰 공항
  - 고베 - 고베 공항[4]
  - 구마모토 - 구마모토 공항[5]
  - 나가사키 - 나가사키 공항[6]
  - 기타큐슈 - 기타큐슈 공항 화물[7]
  - 니가타 - 니가타 공항
  - 삿포로 - 신치토세 공항
  - 아오모리 - 아오모리 공항
  - 오이타 - 오이타 공항[8]
  - 오카야마 - 오카야마 공항
  - 오키나와 - 나하 공항
  - 후쿠오카 - 후쿠오카 공항
- 중화인민공화국
  - 베이징 - 베이징 수도 국제공항 *[9]
  - 광저우 - 광저우 바이윈 국제공항 *
  - 난징 - 난징 루커우 국제공항[10]
  - 다롄 - 다롄 저우수이쯔 국제공항
  - 무단장 - 무단장 하이랑 국제공항
  - 상하이
    - 상하이 푸둥 국제공항 *
    - 상하이 훙차오 국제공항

  - 쌴야 - 싼야 펑황 국제공항 전세편
  - 샤먼 - 샤먼 가오치 국제공항
  - 선양 - 선양 타오셴 국제공항
  - 선전 - 선전 바오안 국제공항
  - 시안 - 시안 셴양 국제공항
  - 옌지 - 옌지 차오양촨 국제공항
  - 우한 - 우한 톈허 국제공항
  - 웨이하이 - 웨이하이 다슈이보 공항 - (코로나19 사태로 일시 무기한 운항중단)[2]
  - 장자제 - 장자제 허화 국제공항[11]
  - 정저우 - 정저우 신정 국제공항 *[12]
  - 지난 - 지난 야오창 국제공항 - (코로나19 사태로 일시 무기한 운항중단)[2]
  - 창사 - 창사 황화 국제공항
  - 청두 - 청두 솽류 국제공항 화물
  - 칭다오 - 칭다오 자오둥 국제공항
  - 쿤밍 - 쿤밍 창슈이 국제공항
  - 톈진 - 톈진 빈하이 국제공항 *
  - 푸저우 - 푸저우 창러 국제공항[13]
  - 항저우 - 항저우 샤오산 국제공항[14]
  - 허페이 - 허페이 신차오 국제공항
  - 황산 - 황산 툰시 국제공항 - (코로나19 사태로 일시 무기한 운항중단)[2]
- 마카오
  - 마카오 - 마카오 국제공항[15]
- 홍콩
  - 홍콩 - 홍콩 첵랍콕 국제공항 *
- 중화민국
  - 타이베이 - 타이완 타오위안 국제공항
  - 타이중 - 타이중 국제공항[16]
- 몽골
  - 울란바토르 - 칭기즈 칸 국제공항

#### 동남아시아
- 말레이시아
  - 쿠알라룸푸르 - 쿠알라룸푸르 국제공항 *
  - 페낭 - 페낭 국제공항 화물
- 미얀마
  - 양곤 - 양곤 국제공항
- 베트남
  - 하노이 - 노이바이 국제공항 *[17]
  - 나트랑 - 깜라인 국제공항
  - 다낭 - 다낭 국제공항
  - 달랏 - 리엔크엉 국제공항 - (코로나19 사태로 일시 무기한 운항중단)[2][18]
  - 푸꾸옥 - 푸꾸옥 국제공항[19]
  - 호치민 - 떤썬녓 국제공항 *
- 싱가포르
  - 싱가포르 - 싱가포르 창이 국제공항 *
- 인도네시아
  - 자카르타 - 수카르노 하타 국제공항 *
  - 덴파사르 - 응우라라이 국제공항
- 태국
  - 방콕
    - 돈므앙 국제공항[16]
    - 수완나품 국제공항 *

  - 끄라비 - 끄라비 국제공항 전세편
  - 치앙마이 - 치앙마이 국제공항
  - 푸껫 - 푸껫 국제공항
- 캄보디아
  - 프놈펜 - 프놈펜 국제공항
  - 시엠립 - 시엠립 앙코르 국제공항 계절편 - (코로나19 사태로 일시 무기한 운항중단)[2][20]
- 필리핀
  - 마닐라 - 니노이 아키노 국제공항 *
  - 세부 - 막탄 세부 국제공항
  - 클라크 - 클라크 국제공항 - (코로나19 사태로 일시 무기한 운항중단)[2][21]

#### 남아시아
- 네팔
  - 카트만두 - 트리부반 국제공항
- 몰디브
  - 말레 - 말레 국제공항 - (코로나19 사태로 일시 무기한 운항중단)[2]
- 방글라데시
  - 다카 - 샤잘랄 국제공항 화물
- 스리랑카
  - 콜롬보 - 반다라나이케 국제공항 - (코로나19 사태로 일시 무기한 운항중단)[2]
- 인도
  - 델리 - 인디라 간디 국제공항 *
  - 뭄바이 - 차트라파티 시바지 국제공항 * - (코로나19 사태로 일시 무기한 운항중단)[2]
  - 첸나이 - 첸나이 국제공항 화물

#### 서남아시아
- 아랍에미리트
  - 두바이 - 두바이 국제공항
- 이스라엘
  - 텔아비브 - 벤구리온 국제공항 *

#### 중앙아시아
- 아르메니아
  - 예레반 - 츠바르트노츠 국제공항 전세편[22]
- 우즈베키스탄
  - 타슈켄트 - 타슈켄트 국제공항
  - 나보이 - 나보이 국제공항 화물
- 조지아
  - 트빌리시 - 트빌리시 국제공항 전세편[23]

### 유럽

#### 서유럽
- 영국
  - 런던 - 런던 히드로 국제공항 *
  - 글래스고 - 글래스고 공항 전세편[24]
- 프랑스
  - 파리 - 파리 샤를 드 골 국제공항 *
  - 마르세유 - 마르세유 프로방스 공항 전세편
  - 뮐루즈 - 유로 에어포트 화물, 전세편
- 독일
  - 프라이부르크 - 유로 에어포트 화물, 전세편
  - 프랑크푸르트 - 프랑크푸르트 국제공항 *
- 네덜란드
  - 암스테르담 - 암스테르담 스키폴 국제공항 *
- 벨기에
  - 브뤼셀 - 브뤼셀 국제공항 화물

#### 중유럽
- 스위스
  - 바젤 - 유로 에어포트 화물, 전세편[25]
  - 취리히 - 취리히 국제공항 *
- 오스트리아
  - 빈 - 빈 국제공항 *

#### 남유럽
- 그리스
  - 아테네 - 아테네 국제공항 전세편
- 스페인
  - 마드리드 - 마드리드 바라하스 국제공항 *
  - 사라고사 - 사라고사 공항 화물
- 이탈리아
  - 로마 - 레오나르도 다 빈치 국제공항
  - 밀라노 - 밀라노 말펜사 국제공항 *[26]
  - 팔레르모 - 팔코네 보르셀리노 공항 전세편[27]
- 튀르키예
  - 이스탄불 - 이스탄불 아르나부코이 국제공항
- 포르투갈
  - 리스본 - 리스본 포르텔라 국제공항[28]

#### 동유럽
- 러시아
  - 모스크바 - 셰레메티예보 국제공항 * - (우크라이나-러시아 전쟁에 따른 일시 무기한 운항중단)[29]
  - 블라디보스토크 - 블라디보스토크 국제공항 - (우크라이나-러시아 전쟁에 따른 일시 무기한 운항중단)[29]
  - 상트페테르부르크 - 풀코보 국제공항 * - (우크라이나-러시아 전쟁에 따른 일시 무기한 운항중단)[29]
  - 이르쿠츠크 - 이르쿠츠크 국제공항 - (우크라이나-러시아 전쟁에 따른 일시 무기한 운항중단)[29][30]
- 체코
  - 프라하 - 프라하 바츨라프 하벨 국제공항
- 크로아티아
  - 자그레브 - 자그레브 국제공항 - (코로나19 사태로 일시 무기한 운항중단)[2][31]
  - 두브로브니크 - 두브로브니크 공항 전세편[32]
- 헝가리
  - 부다페스트 - 부다페스트 리스트 페렌츠 국제공항 *[33][34]

#### 북유럽
- 노르웨이
  - 오슬로 - 오슬로 가르데르모엔 국제공항 화물, 전세편
- 덴마크
  - 코펜하겐 - 코펜하겐 카스트럽 국제공항 화물
- 스웨덴
  - 스톡홀름 - 스톡홀름 알란다 국제공항 화물

### 아메리카

#### 북아메리카
- 미국
  - 워싱턴 D.C. - 워싱턴 덜레스 국제공항
  - 뉴욕 - 뉴욕 존 F. 케네디 국제공항 *
  - 댈러스 - 댈러스 포트워스 국제공항 *
  - 라스베가스 - 해리 리드 국제공항
  - 로스앤젤레스 - 로스앤젤레스 국제공항 *
  - 마이애미 - 마이애미 국제공항 화물
  - 보스턴 - 보스턴 로건 국제공항[35]
  - 샌프란시스코 - 샌프란시스코 국제공항 *
  - 시애틀 - 시애틀 터코마 국제공항 *
  - 시카고
    - 시카고 록퍼드 국제공항 화물[36]
    - 시카고 오헤어 국제공항 *

  - 애틀랜타 - 하츠필드 잭슨 애틀랜타 국제공항 *
  - 앵커리지 - 테드 스티븐스 앵커리지 국제공항 전세편, 화물
  - 콜럼버스 - 리켄배커 국제공항 화물[37]
  - 호놀룰루 - 대니얼 K. 이노우에 국제공항
- 캐나다
  - 밴쿠버 - 밴쿠버 국제공항 *
  - 토론토 - 토론토 피어슨 국제공항 *
  - 퀘벡 - 퀘벡 장 르사주 국제공항 전세편[38]
  - 핼리팩스 - 핼리팩스 스탠필드 국제공항 화물
- 멕시코
  - 과달라하라 - 미겔 이달고 이 코스티야 국제공항 화물

#### 남아메리카
- 브라질
  - 캄피나스 - 비라코푸스 캄피나스 국제공항 화물
- 칠레
  - 산티아고 - 아르투로 메리노 베니테스 국제공항 화물
- 콜롬비아
  - 보고타 - 엘도라도 국제공항 화물
- 페루
  - 리마 - 호르헤 차베스 국제공항 화물

### 오세아니아

#### 오스트레일리아
- 뉴질랜드
  - 오클랜드 - 오클랜드 국제공항
- 오스트레일리아
  - 브리즈번 - 브리즈번 공항
  - 시드니 - 시드니 킹스포드 스미스 국제공항

#### 미크로네시아
- 괌
  - 괌 - 앤토니오 B. 원 팻 국제공항
- 팔라우
  - 코로르 - 팔라우 국제공항 - (코로나19 사태로 일시 무기한 운항중단)[2]

## 과거 취항지

### 아시아

#### 동아시아
- 대한민국
  - 양양 - 양양국제공항[39]
  - 강릉 - 강릉공항
  - 목포 - 목포공항
  - 속초 - 속초공항
  - 예천 - 예천공항
- 일본
  - 구시로 - 구시로 공항 전세편[40]
  - 나고야 - 나고야 코마키 공항 - (주부 센토레아 국제공항으로 노선 이양)
  - 마쓰모토 - 마쓰모토 공항 전세편[41]
  - 미야코지마 - 미야코 공항 전세편[42]
  - 시라하마 - 사라하마 공항 전세편[42]
  - 시모지시마 - 시모지시마 공항 전세편[43][44]
  - 시즈오카 - 시즈오카 공항[45]
  - 오사카 - 오사카 이타미 국제공항 - (간사이 국제공항으로 노선 이양)
  - 오조라 - 메만베쓰 공항 전세편[46]
  - 아사히카와 - 아사히카와 공항[47][48]
  - 아키타 - 아키타 공항 계졀편
  - 이시가키 - 이시가키 공항 전세편[49]
  - 하코다테 - 하코다테 공항[50]
- 중화인민공화국
  - 구이양 - 구이양 롱동바오 국제공항[51]
  - 난닝 - 난닝 우수 국제공항[52]
  - 시닝 - 시닝 차오자바오 국제공항 전세편[53]
  - 옌타이
    - 옌타이 라이산 국제공항 - (옌타이 펑라이 국제공항으로 노선 이양)
    - 옌타이 펑라이 국제공항 출처 필요[언제?]

  - 우루무치 - 우루무치 디워푸 국제공항[54]
  - 칭다오 - 칭다오 류팅 국제공항 * - (칭다오 자오둥 국제공항으로 노선 이양)
  - 후허하오터 - 후허하오터 바이타 국제공항 전세편[55]
- 홍콩
  - 홍콩 - 홍콩 카이탁 국제공항 - (홍콩 첵랍콕 국제공항으로 노선 이양)
- 몽골
  - 울란바토르 - 부얀트 우카 국제공항 - (칭기즈 칸 국제공항으로 노선 이양)
- 조선민주주의인민공화국
  - 평양 - 평양 순안 국제공항 *[56]

#### 동남아시아
- 라오스
  - 비엔티안 - 왓따이 국제공항 전세편[57]
  - 루앙프라방 - 루앙프라방 국제공항 전세편[57]
  - 팍세 - 팍세 국제공항 전세편[58]
- 말레이시아
  - 랑카위 - 랑카위 국제공항 전세편[59]
  - 조호르바루 - 세나이 국제공항[60]
  - 코타키나발루 - 코타키나발루 국제공항[61]
  - 쿠칭 - 쿠칭 국제공항
- 베트남
  - 꾸이년 - 푸깟 공항 전세편[62]
- 인도네시아
  - 롬복 - 롬복 국제공항 전세편[63]
  - 바탐 - 항 나딤 국제공항 화물
- 캄보디아
  - 시엠립 - 시엠립 국제공항 계절편 - (시엠립 앙코르 국제공항으로 노선 이양)
- 태국
  - 치앙라이 - 치앙라이 국제공항 전세편[55]
  - 파타야 - 우타파오 국제공항 전세편[55]
- 필리핀
  - 팔라완 - 푸에르토 프린세사 국제공항 전세편[64]

#### 남아시아
- 인도
  - 자이푸르 - 자이푸르 국제공항 전세편[65]

#### 서남아시아
- 바레인
  - 마나마 - 바레인 국제공항[66]
- 사우디아라비아
  - 리야드 - 킹 칼리드 국제공항[67]
  - 다란 - 다란 국제공항
  - 제다 - 킹 압둘아지즈 국제공항[67]
- 아랍에미리트
  - 아부다비 - 아부다비 국제공항
  - 두바이 - 알막툼 국제공항 전세편[68]
- 요르단
  - 암만 - 퀸 알리아 국제공항 전세편[69]
- 이라크
  - 바그다드 - 바그다드 국제공항
- 이란
  - 테헤란 - 테헤란 메흐라바드 국제공항
  - 테헤란 - 테헤란 이맘 호메이니 국제공항 - (시장여건 미흡으로 무기한 취항연기)[70]
- 쿠웨이트
  - 쿠웨이트 시티 - 쿠웨이트 국제공항[66]

### 아프리카

#### 북아프리카
- 리비아
  - 트리폴리 - 트리폴리 국제공항[71]
- 이집트
  - 카이로 - 카이로 국제공항[72][73][69]

#### 동아프리카
- 케냐
  - 나이로비 - 조모 케냐타 국제공항[74]

### 유럽

#### 서유럽
- 영국
  - 런던 - 런던 개트윅 국제공항[50][75]
  - 런던 - 런던 스탠스테드 국제공항 화물
- 프랑스
  - 파리 - 파리 오를리 공항 - (샤를 드 골 국제공항으로 노선 이양)
- 독일
  - 뮌헨 - 뮌헨 국제공항[76][75]
- 룩셈부르크
  - 룩셈부르크 시티 - 룩셈부르크 핀델 국제공항 화물[77]

#### 중유럽
- 스위스
  - 제네바 - 제네바 국제공항 전세편[78]

#### 남유럽
- 스페인
  - 바르셀로나 - 바르셀로나 엘프라트 국제공항[79][80]
  - 산티아고 데 콤포스텔라 - 산티아고데콤포스텔라 공항 전세편[69]
- 튀르키예
  - 이스탄불 - 이스탄불 아타튀르크 국제공항 - (이스탄불 아르나부코이 국제공항으로 노선 이양)

#### 동유럽
- 라트비아
  - 리가 - 리가 국제공항 전세편[81]
- 러시아
  - 소치 - 소치 국제공항 전세편[82]

#### 북유럽
- 스웨덴
  - 룰레오 - 룰레오 공항 화물[83]
  - 예테보리 - 예테보리 란드베터 공항 화물[84]
- 핀란드
  - 헬싱키 - 헬싱키 반타 국제공항 화물[85]

### 아메리카

#### 북아메리카
- 미국
  - 뉴어크 - 뉴어크 리버티 국제공항[86]
  - 덴버 - 덴버 국제공항
  - 미니애폴리스 - 미니애폴리스 세인트폴 국제공항 전세편[87]
  - 포틀랜드 - 포틀랜드 국제공항 화물
  - 휴스턴 - 조지 부시 인터콘티넨털 공항[88]
- 캐나다
  - 몬트리올 - 몬트리올 피에르 엘리오트 트뤼도 국제공항
  - 캘거리 - 캘거리 국제공항 전세편[55]

#### 남아메리카
- 브라질
  - 상파울루 - 상파울루 구아룰류스 국제공항[89]

### 오세아니아

#### 오스트랄라시아
- 뉴질랜드
  - 크라이스트처치 - 크라이스트처치 국제공항 전세편[69]
- 오스트레일리아
  - 멜버른 - 멜버른 공항[90]
  - 케언스 - 케언스 공항 전세편[55]

#### 멜라네시아
- 피지
  - 난디 - 난디 국제공항[91]